# Сагаби, Тейлор
Тейлор Сагаби (англ. Taylor Saghabi; 25 декабря 1990) — футболист, нападающий сборной Островов Кука.

## Биография

### Клубная карьера
Профессиональную карьеру начал в команде «Титикавека» из чемпионата Островов Кука. С 2011 года выступает за австралийский клуб «Вест Райд Роверс».

### Карьера в сборной
Дебютировал за сборную Островов Кука 27 августа 2011 года в товарищеском матче со сборной Папуа — Новой Гвинеи. 31 августа 2015 года в матче отборочного раунда Кубка наций ОФК 2016 против сборной Тонга отметился хет-триком.